# Tatort: Und immer gewinnt die Nacht
Und immer gewinnt die Nacht ist ein Fernsehfilm aus der Krimireihe Tatort. Der von Radio Bremen produzierte Beitrag ist die 1181. Tatort-Episode und wurde am 12. Dezember 2021 im SRF, im ORF und im Ersten ausgestrahlt. Das Bremer Ermittlertrio Moormann, Andersen und Selb ermittelt in seinem zweiten Fall.

## Handlung
Im Bremer Hafen wird Dr. Björn Kehrer tot aufgefunden. Der Arzt mit hohen Idealen, der die Armen der Stadt ohne Honorar behandelt hatte, wurde überfahren und anschließend erschlagen.
Mads Andersen besucht einen früheren Kollegen in Kopenhagen. Dabei wird er von Adil Helveg, einem jungen Araber, verfolgt, der versucht, ihn mit einem Teppichmesser anzugreifen, als er einen Friedhof besucht. Zurück in Bremen wird er dem Fall von Liv Moormann und Linda Selb zugeteilt. Er versucht, verdeckt die Matrosen eines Frachters zu befragen, der in der Nähe des Tatorts liegt. Die Matrosen werfen Mads ins Hafenbecken. Als er wieder an Land steigt, schlägt Adil ihn bewusstlos. Er will sich an ihm rächen, weil die dänische Polizei bei einer Aktion seinen Vater erschossen hatte, schreckt aber doch davor zurück, Mads zu töten.
Die Kommissare ermitteln, dass das gestohlen gemeldete Fahrzeug der Fabrikantentochter Vicky Aufhoven das Tatfahrzeug sein könnte. Aufhoven ist die Partnerin von Ann Gelsen, deren kranker Bruder Hendrik nach einem Zusammenbruch im Koma liegt, nachdem er von Kehrers Praxis abgewiesen wurde. Gelsen hatte vor einigen Jahren, noch als Jugendliche, einen Mann erschlagen, der in betrunkenem Zustand Hendrik angefahren hatte.

## Hintergrund
Der Film wurde vom 8. April 2021 bis zum 4. Mai 2021 in Bremen, Bremerhaven und Kopenhagen gedreht. In Bremen wurde vor der Kulisse des Rathauses, des Doms sowie des ZOB am Breitenweg gedreht. Zudem wurde die Antwerpener Straße 8 als Praxis von Dr. Björn Kehrer gewählt sowie in der Deichstraße am Osterdeich 17 gedreht, dessen Anwesen als Familienwohnsitz der Aufhovens Verwendung fand. Der Drehort für den Tatort an der Weser befand sich am Terminal 21 des Neustädter Hafens an der Senator-Borttscheller-Straße. In Kopenhagen fanden Dreharbeiten am Københavns Hovedbanegård sowie an der Fahrrad- und Fußgängerbrücke Lille Langebro am Hafen statt. Schauspieler Salim, der in Kopenhagen lebt, genoss es nicht nur, nach Drehende im eigenen Bett nächtigen zu können, sondern freute sich über Besuch seines Teams, denn so „konnte ich sie am Abend auf ein Bier bei mir zu Hause einladen, und das war sehr nett“.
Als Soundtrack fand der Titel Monki (2013) von Unknown Mortal Orchestra Verwendung.
Der Filmtitel wurde aus den Worten gewählt, mit denen Mads Andersen seinen jugendlichen Entführer Adil Helveg zum Umdenken bewegen kann: „Willst du mich umbringen? Mach doch, mach! Aber dann sollst du wissen, du wirst wie dein Vater! Von nun an wirst du wie dein Vater. Du lebst im Dunkeln. Und immer gewinnt die Nacht.“
Luise Wolfram ist in der Rolle der Linda Selb mit dem Satz, „ich habe nie von einem Verbrechen gehört, das ich nicht selbst hätte begehen können“, aus dem Off zu hören, den sie später als Goethe-Zitat bezeichnet. Tatsächlich handelt es sich jedoch um ein Zitat von Thomas Mann, das dieser in seinem Werk Lotte in Weimar aus dem Jahr 1939 Goethe in den Mund gelegt hat.
Als Charlotte Aufhoven überführt wird, zitiert sie Pablo Neruda mit den Worten: „Irgendwann, irgendwie, irgendwo wirst du dich selbst finden. Dieser und nur dieser Moment kann die glücklichste oder traurigste Stunde deines Lebens sein. Wir müssen Einsamkeit, Isolation und Schweigen erfahren, um den verzauberten Ort zu erreichen, wo wir unseren kindlichen Tanz tanzen.“ Linda Selb ergänzt: „Und unser sorgenvolles Lied singen können.“

## Rezeption

### Kritiken
„Viele Themen werden angerissen, viele Verdächtige sind bis zum Schluss im Spiel. Das macht den Krimi spannend, aber auch atemlos. Am Ende verweben sich die vielen Handlungsstränge ein wenig sehr konstruiert zu einer Geschichte. Und die menschliche Seite der Ermittler muss ja auch noch rein in den proppenvollen Film.“

„Auch in der »Tatort«-Episode »Und immer gewinnt die Nacht« ist der Ey-Krass-Knüppel nun am Anschlag, oft hat man Angst, dass der Plot gleich aus der Kurve fliegt. Plausibilitätslücken gibt es so viele wie Schlaglöcher am trostlosen Hafenrandgebiet von Bremerhaven, wo diese Episode zum Teil spielt. Aber es ist eben insgesamt auch ein herrlicher Krawallo-Joyride, auf den uns die Verantwortlichen mitnehmen.“

### Einschaltquoten
Die Erstausstrahlung von Und immer gewinnt die Nacht am 12. Dezember 2021 wurde in Deutschland von 8,50 Millionen Zuschauern gesehen und erreichte einen Marktanteil von 25,2 % für Das Erste.